# Болоново (Ярославская область)
Боло́ново - деревня Шашковского сельского округа в Назаровском сельском поселении Рыбинского района Ярославской области .
Деревня расположена на высоком правом берегу небольшой реки Талица, протекающей в глубоком овраге, недалеко от её впадения в Волгу (Горьковское водохранилище). Деревня расположена между автомобильной дорогой Рыбинск-Тутаев и левым берегом Волги. Через Болоново проходит просёлочная дорога из Пирогово, идущая вдоль Талицы на Погорелку .
К юго-западу от деревни находится курганный могильник X-XIII вв. Он объявлен памятником истории и культуры Рыбинского района.
Деревня Болонова указана на плане Генерального межевания Романовского уезда 1790 года. После объединения уездов в 1822 году Болоново относилось к Романово-Борисоглебскому уезду .
На 1 января 2007 года в деревне числилось 6 постоянных жителей . Почтовое отделение Ераково обслуживает в деревне Болоново 18 домов .